# Робоэтика
Робоэтика (сокр. от «этика робототехники») — междисциплинарная исследовательская деятельность, находящаяся на стыке этики и робототехники и направленная на изучение процесса интеграции роботов в человеческое общество. Робоэтика описывает социальные, моральные и юридические аспекты взаимодействия робота и человека. Основная задача робоэтики — развитие научных, культурных и технических средств, которые могут способствовать развитию робототехники и предотвратить её использование против человечества. 
Некоторые специалисты, занимающющиеся вопросами робоэтики, называют себя киберфилософами.
Понятие робоэтики — частный случай понятия этики искусственного интеллекта (ИИ), которое рассматривает в принципе наличие сознания у ИИ и способность машин к мышлению.

## Актуальность
Человеческая культура устроена крайне сложно, и когда роботы станут её частью, важно обеспечить их грамотную интеграцию. Необходимость изучения робоэтики в современном мире вызвана прежде всего увеличением количества тех ситуаций, когда искусственный интеллект принимает решения, которые могут причинить вред человеку. Так, в случае, если одна из жертв неизбежна, что должен выбрать беспилотный автомобиль: сбить взрослого, находящегося на пешеходном переходе, или ребёнка, перебегающего дорогу в неположенном месте?
Возможность принимать самостоятельные решения — единственный для роботов способ преодолеть проблему взаимодействия с людьми, поведение которых носит изменчивый и иррациональный характер. Соответственно, робоэтика — необходимый элемент адаптации искусственного интеллекта в человеческом обществе. Чем сложнее становятся роботы, тем большего регулирования они требуют с точки зрения безопасности и норм морали.
Основная задача робоэтики — сделать взаимодействие с роботами безопасным и эффективным для человека.
Также стоит проблемный вопрос о том, какими методами можно вложить в роботов представления о правильном и неправильном, дозволенном и недозволенном. Кроме того, важно определить, кто будет нести ответственность за сбой в алгоритмах робота, приведший к негативным последствиям: хозяин робота или разработчик. Для решения этих вопросов необходимо прежде всего создание правовых норм для регуляции этой зоны ответственности.

## История явления. Законы Азимова
Начиная с середины XX века представления о робоэтике базировались на законах Азимова («Три закона робототехники») — в 1942 году американский писатель-фантаст Айзек Азимов в рассказе «Хоровод» сформулировал свои Три закона роботехники:

1. Робот не может причинить вред человеку или своим бездействием допустить, чтобы человеку был причинён вред.

2. Робот должен повиноваться всем приказам, которые даёт человек, кроме тех случаев, когда эти приказы противоречат Первому Закону.

3. Робот должен заботиться о своей безопасности в той мере, в которой это не противоречит Первому или Второму Законам.

В одном из рассказов цикла Азимов вложил в уста своего персонажа мысль об этической основе Трёх Законов:
 "…если хорошенько подумать, Три Закона роботехники совпадают с основными принципами большинства этических систем, существующих на Земле… " 
Позднее Азимов сформулировал основополагающий нулевой закон, главенствующий над остальными:
 0. Робот не может нанести вред человечеству или своим бездействием допустить, чтобы человечеству был нанесён вред. 

В настоящий момент многие ученые высказываются о том, что законы Азимова применимы лишь к научной фантастике, и потому нуждаются в переработке и адаптации к современным реалиям.
Роджер Кларк, ведущий учёный планетологического института США, посвятил ряд научных работ исследованию возможностей применения законов Азимова на современной технике.
Он пишет:
 «Азимовские Законы роботехники стали успешным литературным инструментом. Возможно по иронии, а может, это был мастерский ход, но в целом азимовские истории опровергают ту точку зрения, с которой он начал: Невозможно надёжно ограничить поведение роботов, изобретая и применяя некоторый набор правил». 

## Международный симпозиум по робоэтике
В 2004 году в Сан-Ремо прошёл Первый Международный симпозиум по робоэтике, в котором приняли участие инженеры, учёные, философы, социологи, антропологи и литераторы из разных стран.
Целью симпозиума было создание условий для диалога между экспертами из различных областей знаний. В ходе дискуссии были подняты вопросы о том, владеют ли интеллектуальные роботы сознанием, испытывают ли чувства и представляют ли опасность для человечества.
Эксперты выразили обеспокоенность в связи с наступлением машин на человечество по четырём фронтам сразу:
- массовое создание роботов для военных целей;
- внедрение искусственных механизмов управления в мозг живого человека, подобно экспериментам с лабораторными крысами;
- увеличение физической силы роботов на фоне недостаточного интеллектуального развития;
- непредсказуемость человеческой реакции на присутствие роботов в повседневной жизни.[5]

## Основные принципы современной робоэтики
На конференции Beneficial AI 2017 почти 1000 исследователей в области искусственного интеллекта и робототехники и около 1500 экспертов в других сферах, включая CEO Tesla Илона Маска и знаменитого физика Стивена Хокинга обсуждали безопасность искусственного интеллекта и возможные пути его дальнейшего развития. Целью мероприятия стало привлечь внимание общественности к искусственному интеллекту, добиться того, чтобы робоэтика и машинная мораль перестали быть маргинальными в общественном сознании. По итогам конференции участники составили и подписали список из 23 пунктов.
Ниже приведены некоторые из них, относящиеся непосредственно к вопросам робоэтики:
- Искусственный интеллект должен быть спроектирован и использован так, чтобы быть совместимым с идеалами человеческих достоинства, прав, свобод и культурного разнообразия.
- При работе с персональными данными ИИ не должен необоснованно ограничивать реальные или мнимые свободы людей.
- Действия ИИ должны идти на пользу человеческой деятельности, а не во вред.
- Суперразум должен будет служить всему человечеству, а не конкретной частной организации или государству.[6]

## Критика
В ходе первого Международного симпозиума по робоэтике (2004) некоторые ученые отнеслись критически к необходимости изучения этики искусственного интеллекта, так как в целом этическая сторона вопроса, по их мнению, нерелевантна для сферы высоких технологий.
В частности, Брюс Стерлинг, один из участников конференции, ставит под сомнение актуальность робоэтики как философской дисциплины.
В статье «Robots and the rest of us» он пишет следующее:
С каких пор машинам нужен этический кодекс? В течение 80 лет провидцы представляли себе роботов, которые выглядят как мы, работают как мы, воспринимают мир, судят его и принимают меры самостоятельно. Робот-дворецкий все ещё такой же мистический, как летающий автомобиль. 
Создание разумных роботов означает попытки приблизить искусственный интеллект к естественному, а значит наделение роботов свободной волей. По мнению ряда учёных, роботы должны оставаться лишь машиной для удовлетворения потребностей человека, наделение их сознанием и способностью испытывать чувства противоречит самой идее их создания и потенциально несет в себе опасность.